# Microchilus perijanus
Microchilus perijanus är en orkidéart som beskrevs av Paul Ormerod. Microchilus perijanus ingår i släktet Microchilus och familjen orkidéer. Inga underarter finns listade i Catalogue of Life.